# 道の駅かよう

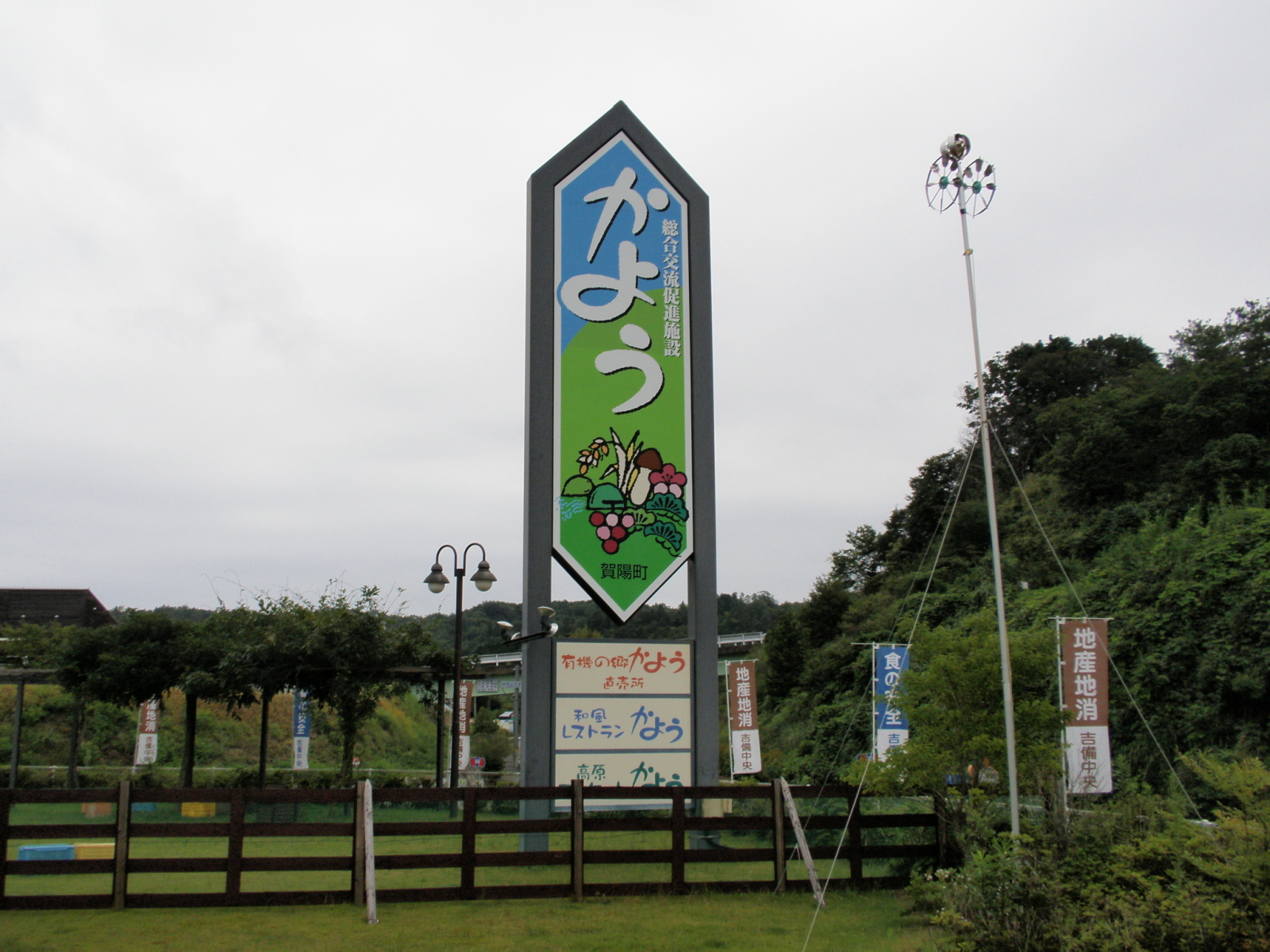
看板

道の駅かよう（みちのえき かよう）は、岡山県加賀郡吉備中央町北にある国道484号の道の駅である。
2003年（平成15年）8月8日に当時の賀陽町の申請によって道の駅に登録された。

## 施設
レストランや直売所などの総合交流促進施設は農林水産省補助事業として賀陽町が、休憩所は国土交通省補助事業として岡山県が整備を行った。
- 駐車場
  - 普通車：45台
  - 大型車：3台
  - 身障者用：1台
- トイレ
  - 男：大 2器、小 4器
  - 女：4器
  - 身障者用：1器
- 和風レストラン（9:00 - 20:00）
- 農産物直売所 （9:00 - 17:00）
- 高原マーケット（9:00 - 18:00）
- 自動販売機
- 情報コーナー
- 公衆電話：1台
- 休憩所（憩いの広場）
- ベビーベッド

## 休館日
- 年末年始

## アクセス
- 国道484号 - 登録路線
- 岡山県道305号黒土北線

## 周辺
- 豪渓
- 吉川八幡宮
- 岡山自動車道賀陽IC